# Criminal Girls: Invite Only
Criminal Girls (クリミナルガールズ?) è un videogioco di ruolo uscito in Giappone nel 2010 per PlayStation Portable, ripubblicato successivamente per PlayStation Vita in Giappone e in Occidente in una edizione rinnovata intitolata Criminal Girls: Invite Only (クリミナルガールズ INVITATION?).
Dal gioco è stato tratto nel 2011 un manga omonimo, serializzato su Champion RED Ichigo.